# Noghinsk
Noghinsk (în rusă Ногинск) este un oraș din Regiunea Moscova, Federația Rusă și are o populație de 117.555 locuitori.